# Campeonato Mundial de Halterofilismo de 2018 - Até 61 kg masculino
A categoria até 61 kg masculino foi um evento do Campeonato Mundial de Halterofilismo de 2018, disputado na Arena de Halterofilismo de Asgabade, em Asgabade, no Turquemenistão, entre 1 a 3 de novembro de 2018. 

## Calendário
Horário local (UTC+5)
| Dia           | Horário | Fase    |
| ------------- | ------- | ------- |
| 1 de novembro | 19:00   | Grupo C |
| 2 de novembro | 14:25   | Grupo B |
| 3 de novembro | 17:25   | Grupo A |

## Medalhistas
| Evento    | Ouro                  | Ouro   | Prata           | Prata  | Bronze                   | Bronze |
| --------- | --------------------- | ------ | --------------- | ------ | ------------------------ | ------ |
| Arranque  | Eko Yuli Irawan (INA) | 143 kg | Li Fabin (CHN)  | 142 kg | Qin Fulin (CHN)          | 139 kg |
| Arremesso | Eko Yuli Irawan (INA) | 174 kg | Qin Fulin (CHN) | 169 kg | Francisco Mosquera (COL) | 169 kg |
| Total     | Eko Yuli Irawan (INA) | 317 kg | Li Fabin (CHN)  | 310 kg | Qin Fulin (CHN)          | 308 kg |

## Recordes
Antes desta competição, o recorde mundial da prova era o seguinte:
| Recorde         | Tipo      | Atleta         | Peso   | Local | Data                  |
| Recorde Mundial | Arranque  | Padrão mundial | 144 kg |       | 1 de novembro de 2018 |
| Recorde Mundial | Arremesso | Padrão mundial | 173 kg |       | 1 de novembro de 2018 |
| Recorde Mundial | Total     | Padrão mundial | 312 kg |       | 1 de novembro de 2018 |

Os seguintes novos recordes foram estabelecidos durante esta competição.
| Arremesso | 143 kg | Eko Yuli Irawan (INA) | Recorde mundial |
| Total     | 313 kg | Eko Yuli Irawan (INA) | Recorde mundial |
| Total     | 317 kg | Eko Yuli Irawan (INA) | Recorde mundial |

## Resultado
Os resultados foram os seguintes. 
| Pos.              | Atleta                    | Grupo | Arranque (kg) | Arranque (kg) | Arranque (kg) | Arranque (kg)     | Arremesso (kg) | Arremesso (kg) | Arremesso (kg) | Arremesso (kg)    | Total |
| Pos.              | Atleta                    | Grupo | 1             | 2             | 3             | Resultado         | 1              | 2              | 3              | Resultado         | Total |
| ----------------- | ------------------------- | ----- | ------------- | ------------- | ------------- | ----------------- | -------------- | -------------- | -------------- | ----------------- | ----- |
| Medalha de ouro   | Eko Yuli Irawan (INA)     | A     | 137           | 141           | 143           | Medalha de ouro   | 165            | 170            | 174            | Medalha de ouro   | 317   |
| Medalha de prata  | Li Fabin (CHN)            | A     | 133           | 138           | 142           | Medalha de prata  | 160            | 165            | 168            | 4                 | 310   |
| Medalha de bronze | Qin Fulin (CHN)           | A     | 135           | 135           | 139           | Medalha de bronze | 165            | 169            | 172            | Medalha de prata  | 308   |
| 4                 | Francisco Mosquera (COL)  | A     | 130           | 135           | 137           | 6                 | 167            | 169            | 172            | Medalha de bronze | 304   |
| 5                 | Thạch Kim Tuấn (VIE)      | A     | 135           | 139           | 139           | 5                 | 163            | 163            | 167            | 6                 | 298   |
| 6                 | Adkhamjon Ergashev (UZB)  | A     | 132           | 133           | 136           | 4                 | 157            | 160            | 166            | 10                | 293   |
| 7                 | Shota Mishvelidze (GEO)   | A     | 130           | 135           | 139           | 7                 | 155            | 155            | 158            | 9                 | 293   |
| 8                 | Yoichi Itokazu (JPN)      | B     | 125           | 129           | 132           | 9                 | 155            | 160            | 162            | 8                 | 292   |
| 9                 | Antonio Vázquez (MEX)     | A     | 120           | 120           | 120           | 19                | 166            | 169            | 170            | 5                 | 286   |
| 10                | Henadz Laptseu (BLR)      | A     | 128           | 132           | 132           | 10                | 151            | 151            | 151            | 16                | 283   |
| 11                | Han Myeong-mok (KOR)      | B     | 132           | 136           | 136           | 8                 | 150            | 155            | 155            | 18                | 282   |
| 12                | Cristhian Zurita (ECU)    | B     | 125           | 130           | 130           | 11                | 147            | 151            | 153            | 15                | 281   |
| 13                | Nestor Colonia (PHI)      | B     | 120           | 125           | 125           | 16                | 153            | 160            | 162            | 7                 | 280   |
| 14                | Surahmat Wijoyo (INA)     | B     | 117           | 121           | 124           | 13                | 150            | 150            | 154            | 11                | 278   |
| 15                | Kao Chan-hung (TPE)       | B     | 120           | 123           | 126           | 14                | 147            | 150            | 153            | 13                | 276   |
| 16                | Bünyamin Sezer (TUR)      | A     | 129           | 134           | 136           | 12                | 145            | 145            | 145            | 20                | 274   |
| 17                | Luis García (DOM)         | B     | 120           | 120           | 124           | 18                | 153            | 157            | 157            | 12                | 273   |
| 18                | Hiroaki Takao (JPN)       | C     | 118           | 122           | 125           | 15                | 147            | 150            | 150            | 17                | 272   |
| 19                | José Montes (MEX)         | B     | 117           | 120           | 123           | 17                | 152            | 155            | 155            | 14                | 272   |
| 20                | Davide Ruiu (ITA)         | B     | 113           | 117           | 120           | 21                | 144            | 147            | 147            | 23                | 261   |
| 21                | Patiphan Bupphamala (THA) | C     | 113           | 117           | 117           | 20                | 135            | 140            | 143            | 24                | 260   |
| 22                | Wilkeiner Lugo (VEN)      | B     | 115           | 118           | 121           | 23                | 145            | 145            | 150            | 19                | 260   |
| 23                | Mahammad Mammadali (AZE)  | C     | 112           | 116           | 120           | 22                | 139            | 142            | 145            | 25                | 258   |
| 24                | Jon Luke Mau (GER)        | C     | 108           | 108           | 112           | 24                | 138            | 141            | 144            | 22                | 256   |
| 25                | Julio Acosta (CHI)        | C     | 111           | 115           | 115           | 26                | 140            | 144            | 147            | 21                | 255   |
| 26                | Chiang Nien-en (TPE)      | C     | 108           | 112           | 112           | 25                | 140            | 140            | 140            | 26                | 252   |
| —                 | Ferdi Hardal (TUR)        | B     | 120           | 120           | 120           | —                 | 140            | 140            | 140            | 27                | —     |